# Долгодеревенское сельское поселение
Долгодереве́нское се́льское поселе́ние — муниципальное образование в Сосновском районе Челябинской области Российской Федерации. В рамках административно-территориального устройства муниципальное образование  соответствует административно-территориальной единице Долгодеревенский сельсовет.
Административный центр — село Долгодеревенское.

## Население
| 2002    | 2010    | 2011    | 2012    | 2013    | 2014    | 2015    |
| ------- | ------- | ------- | ------- | ------- | ------- | ------- |
| 9692    | ↗10 160 | ↗10 181 | ↗10 433 | ↗10 659 | ↗10 797 | ↗10 985 |
| 2016    | 2017    | 2018    | 2019    | 2020    | 2021    | 2023    |
| ↗11 226 | ↗11 412 | ↘11 364 | ↗11 509 | ↗11 883 | ↗13 289 | ↗13 409 |

## Состав сельского поселения
В состав сельского поселения входят 6 населённых пунктов:
| № | Населённый пункт  | Тип населённого пункта       | Население |
| - | ----------------- | ---------------------------- | --------- |
| 1 | Большое Баландино | село                         | ↘811      |
| 2 | Долгодеревенское  | село, административный центр | ↗9407     |
| 3 | Ключевка          | деревня                      | ↗502      |
| 4 | Прохорово         | деревня                      | ↗387      |
| 5 | Урефты            | деревня                      | ↘87       |
| 6 | Шигаево           | деревня                      | ↘673      |

## Инфраструктура
- 2 школы,
- 5 детских садов,
- межпоселенческая библиотека (для взрослых),
- детская библиотека,
- дом культуры,
- районная больница.

## Экономика
- Прохорово-Баландинское месторождение мрамора[16],
- филиал ООО «Уралтрансгаз»[17]

## Религия
Действуют два православных храма: Свято-Троицкий в селе Долгодеревенском, Пресвятой Богородицы Печерской в деревне Шигаево.